# Nuctenea umbratica
Espèce
Synonymes
- Araneus umbraticus Clerck, 1757
- Aranea sexpunctata Linnaeus, 1758
- Aranea swammerdamii Scopoli, 1763
- Aranea cicatricosa De Geer, 1778
- Epeira umbraticola Lister, 1778
- Aranea impressa Fabricius, 1779
- Aranea litterata Panzer, 1804
- Epeira cinerea C. L. Koch, 1844
- Epeira thomisoides Dufour, 1855
- Epeira umbratica obscura Franganillo, 1909
- Nuctenea umbratica obscura (Franganillo, 1909)

Nuctenea umbratica est une espèce d'araignées aranéomorphes de la famille des Araneidae.
En français elle est appelée Araignée des fissures, Épeire des fissures ou Épeire nocturne.

## Distribution

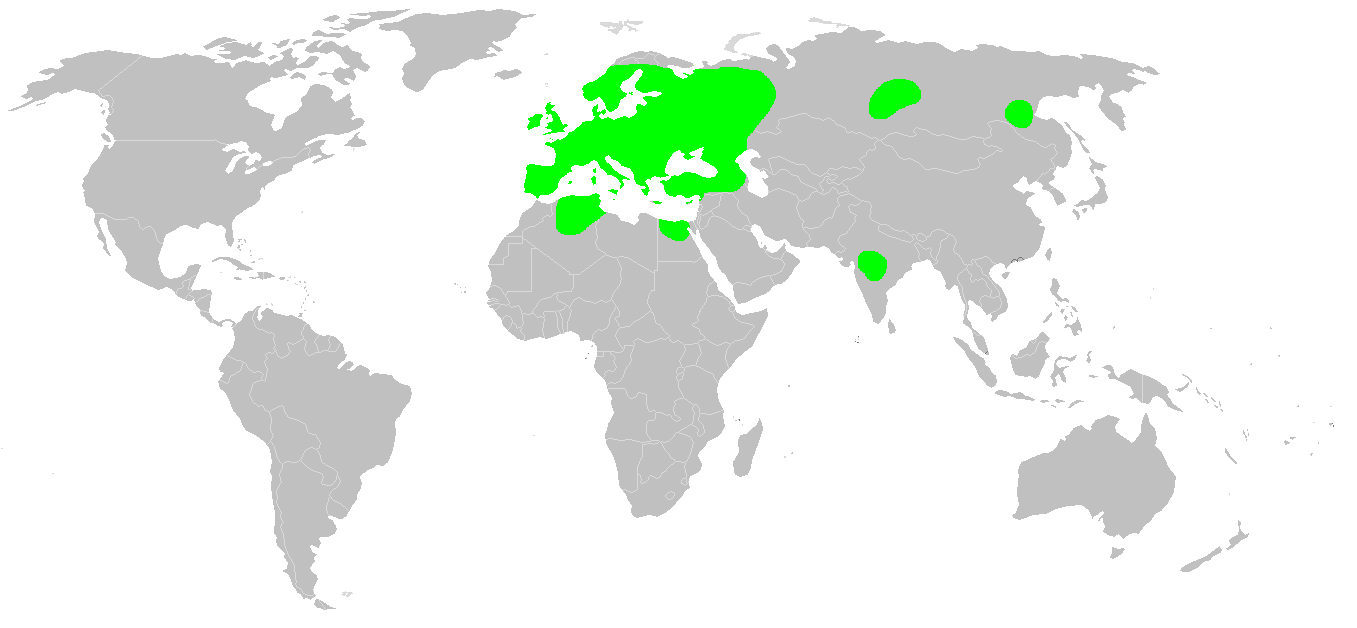
Distribution

Cette espèce se rencontre en Europe jusqu'en Azerbaïdjan.

## Habitat
Elle est courante dans les endroits fournissant des cachettes : vieux murs, extérieurs de bâtiments anciens, clôtures, vieux arbres, tas de bois.

## Description

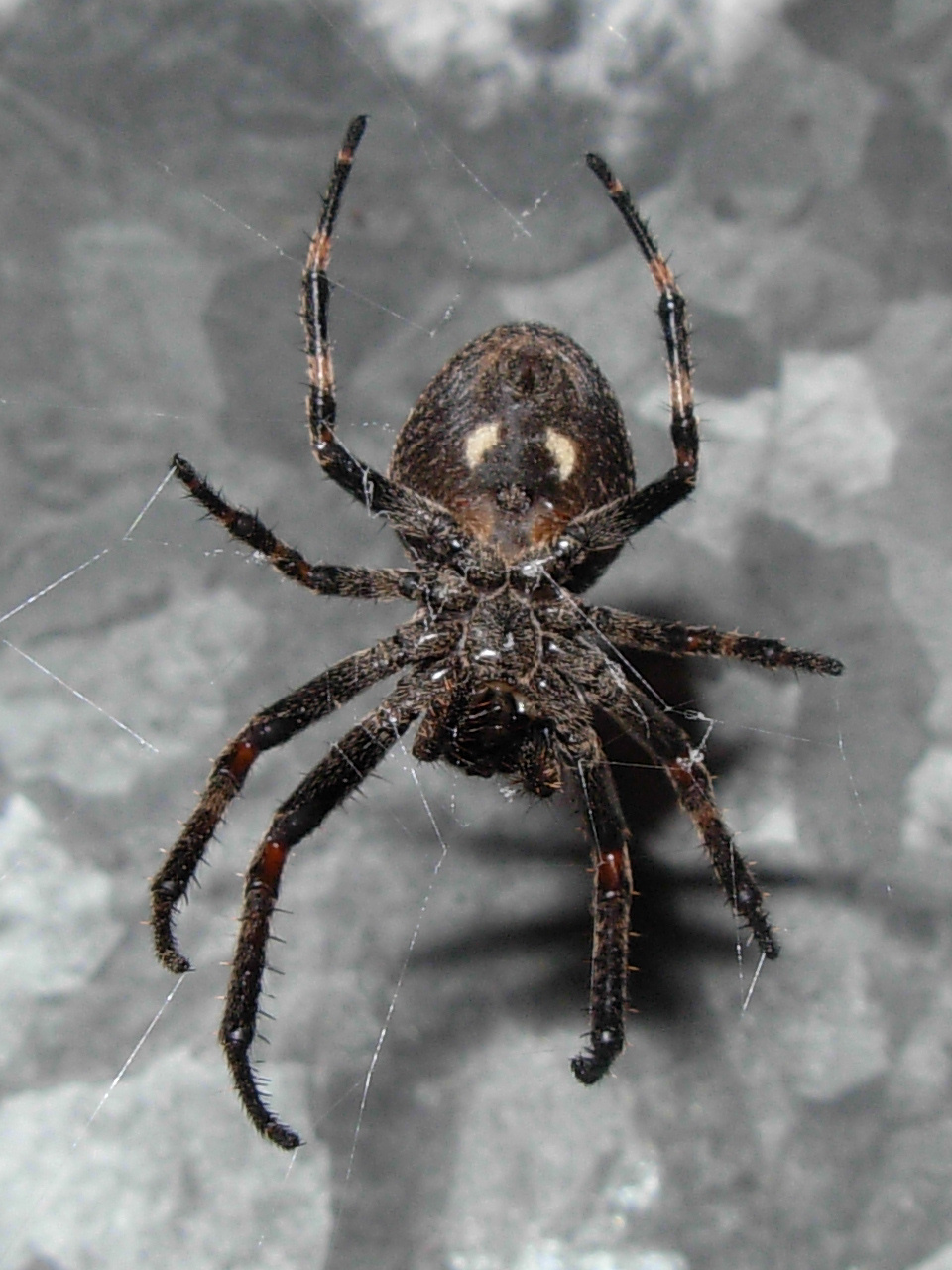
Face ventrale.

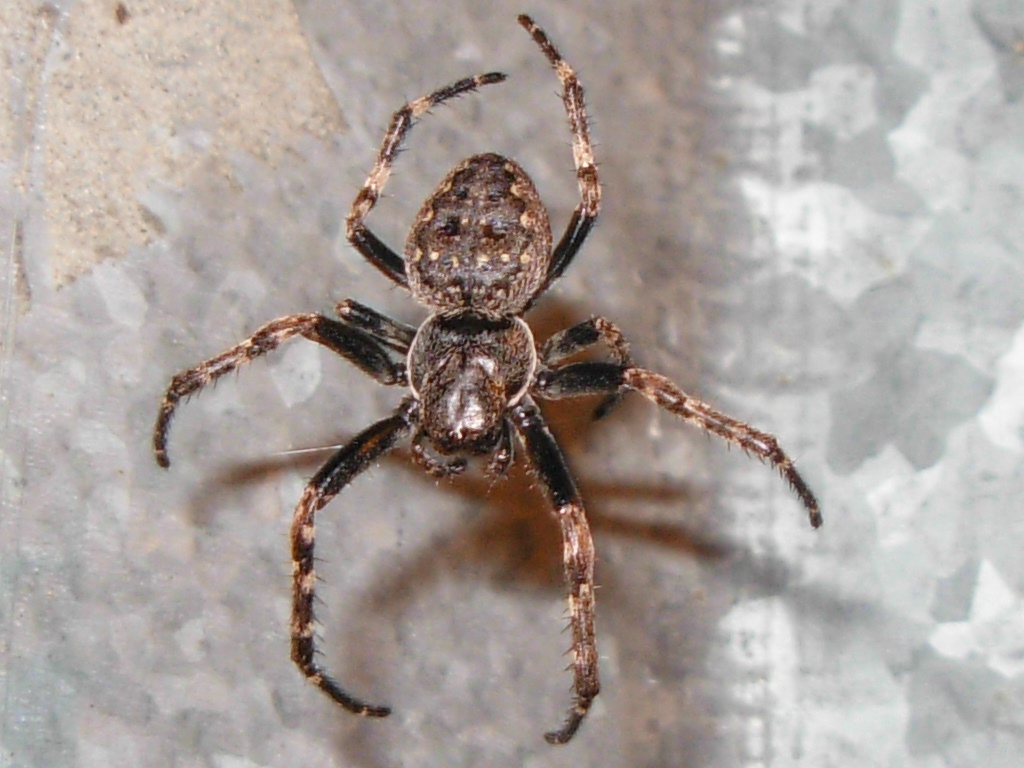
Face dorsale.

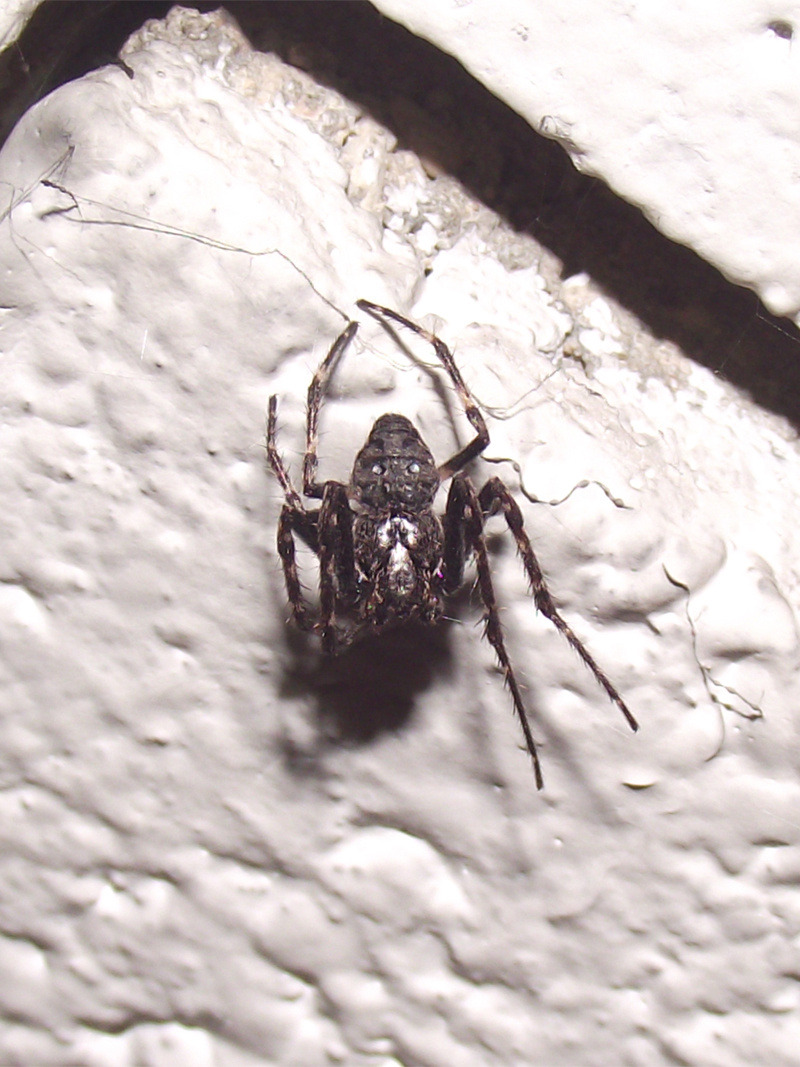
Mâle

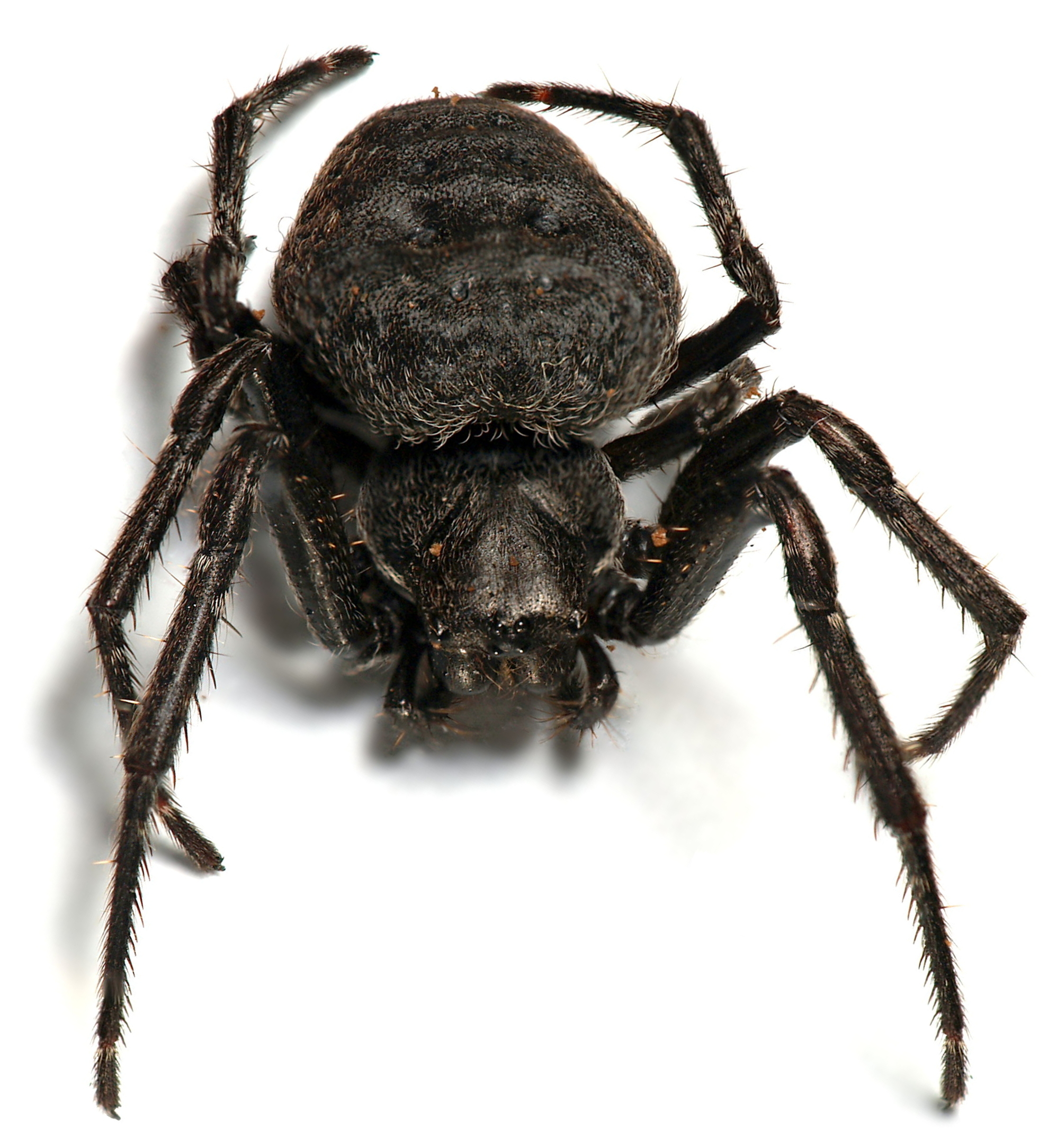
Vue de Face

Les mâles mesurent de 7,5 à 8 mm et les femelles de 12 à 16 mm,.
Cette araignée a un profil aplati et est de couleur sombre (spécimens parfois plus bruns dans les arbres en forêt, à presque noirs dans les anfractuosités de rochers). Le pourtour du dessus de l'abdomen est légèrement plus clair, ponctué de petites taches blanches (qui sont - vu de près - de petites touffes de poils gris très clair). En son centre on peut distinguer 3 paires de petits points noirs qui forment des creux.
La face ventrale possède 2 taches jaunâtres symétriques.

## Éthologie
L'épeire des fissures se cache la journée dans une fissure de mur ou dans un creux d'écorce. Elle peut aplatir son abdomen et s'insérer dans une fissure de 3-4 millimètres de large près de sa toile. Souvent un fil de soie relie la cachette à la toile (mais pas toujours et parfois elle se cache à distance de sa toile) et on peut voir une patte qui dépasse de son repaire posée sur ce fil pour ainsi sentir les vibrations d'une capture éventuelle.
Si une proie se fait prendre dans son piège, elle rejoint le centre de la toile puis - comme la plupart des autres araignées orbitèles - la localise grâce aux vibrations, lui inocule un venin et un suc digestif, l'entoure de fils de soie et la ramène dans sa cachette avec ses deux pattes arrière pour la consommer.
L'épeire des fissures quitte sa cachette la nuit tombée pour tisser sa toile, ainsi au petit jour celle-ci est souvent en partie ou totalement détruite s'il y a eu beaucoup de captures pendant la nuit. L'épeire se poste au centre ou près de sa toile jusqu'au lever du soleil.

## Toile
La toile est plus ou moins ovoïde, verticale et peut mesurer jusqu'à 70 cm de diamètre et les rayons sont au nombre moyen d'une vingtaine. Ils sont parfois espacés de 20 mm en périphérie.

## Alimentation
Nuctenea umbratica se nourrit de toute sorte d'insectes volant diurnes mais surtout nocturnes (papillons de nuit).

## Toxicité
Nuctenea umbratica est une araignée très commune ne présentant aucune agressivité. 
La morsure, quoique douloureuse, est particulièrement rare et sans conséquence.

## Systématique et taxinomie
La sous-espèce Nuctenea umbratica obscura a été placée en synonymie avec Nuctenea umbratica par Breitling, Bauer, Schäfer, Morano, Barrientos et Blick en 2016. Nuctenea umbratica nigricans a été déclaré nomen dubium.

## Étymologie
Son nom latin d'espèce ; umbratica signifie qu'elle vit dans l'ombre (la nuit ou dans les fissures), bien qu'elle puisse exceptionnellement sortir capturer une proie sur sa toile ou sur un substrat (ex Osmie en train de sortir de son trou après que l'araignée a perçu les vibrations faites par l'osmie pour percer le solide bouchon de terre qui fermait son gîte hivernal). En zone tempérée, on peut la rencontrer dès mars, même par nuit fraiche où elle capture les premiers papillons de nuit ou les premières jeunes osmies.

## Publication originale
- Clerck, 1757 : Svenska spindlar, uti sina hufvud-slågter indelte samt under några och sextio särskildte arter beskrefne och med illuminerade figurer uplyste. Stockholmiae, p. 1-154.